# Можево (Великопольське воєводство)
Можево (пол. Morzewo, нім. Obendorf) — село в Польщі, у гміні Качори Пільського повіту Великопольського воєводства.
Населення — 610 осіб (2011).
У 1975-1998 роках село належало до Пільського воєводства.

## Демографія
Демографічна структура станом на 31 березня 2011 року:
|          | Загалом | Допрацездатний вік | Працездатний вік | Постпрацездатний вік |
| -------- | ------- | ------------------ | ---------------- | -------------------- |
| Чоловіки | 317     | 53                 | 227              | 37                   |
| Жінки    | 293     | 56                 | 178              | 59                   |
| Разом    | 610     | 109                | 405              | 96                   |